# قضب عجيب
قضب عجيب (الاسم العلمي:Cadaba mirabilis) هو نوع من النباتات يتبع جنس القضب من الفصيلة القبارية.